# Neckera fauriei
Neckera fauriei là một loài Rêu trong họ Neckeraceae. Loài này được Cardot miêu tả khoa học đầu tiên năm 1911.